# セリャラントスフォス
セリャラントスフォス (Seljalandsfoss) は、アイスランド南部にある滝。直瀑に分類される。裏見の滝。

## 概要
最大落差はおよそ65m。アイスランドの南部に位置し 、首都レイキャビクから車でおよそ3時間程度の場所にある。アイスランドの主要な観光地の1つである。
同国の滝の中でも比較的規模が大きい、滝の裏側にはくり抜かれたような窪みがあり、大きな空間が存在する。滝壺を囲うように小道が造られており、歩いて滝の裏側に入ることができる。裏側からは空と北大西洋を背景に滝を眺めることができる。
海に近いことと、上記のように裏側に大きな空間があることから、風の影響を非常に受けやすく、風向きなどによって水流の模様が変化する。冬になると気温が氷点下になるため、氷に覆われた滝を見ることができる。周囲には草原が広がっており、これも季節によってその様相を変える。

## ギャラリー

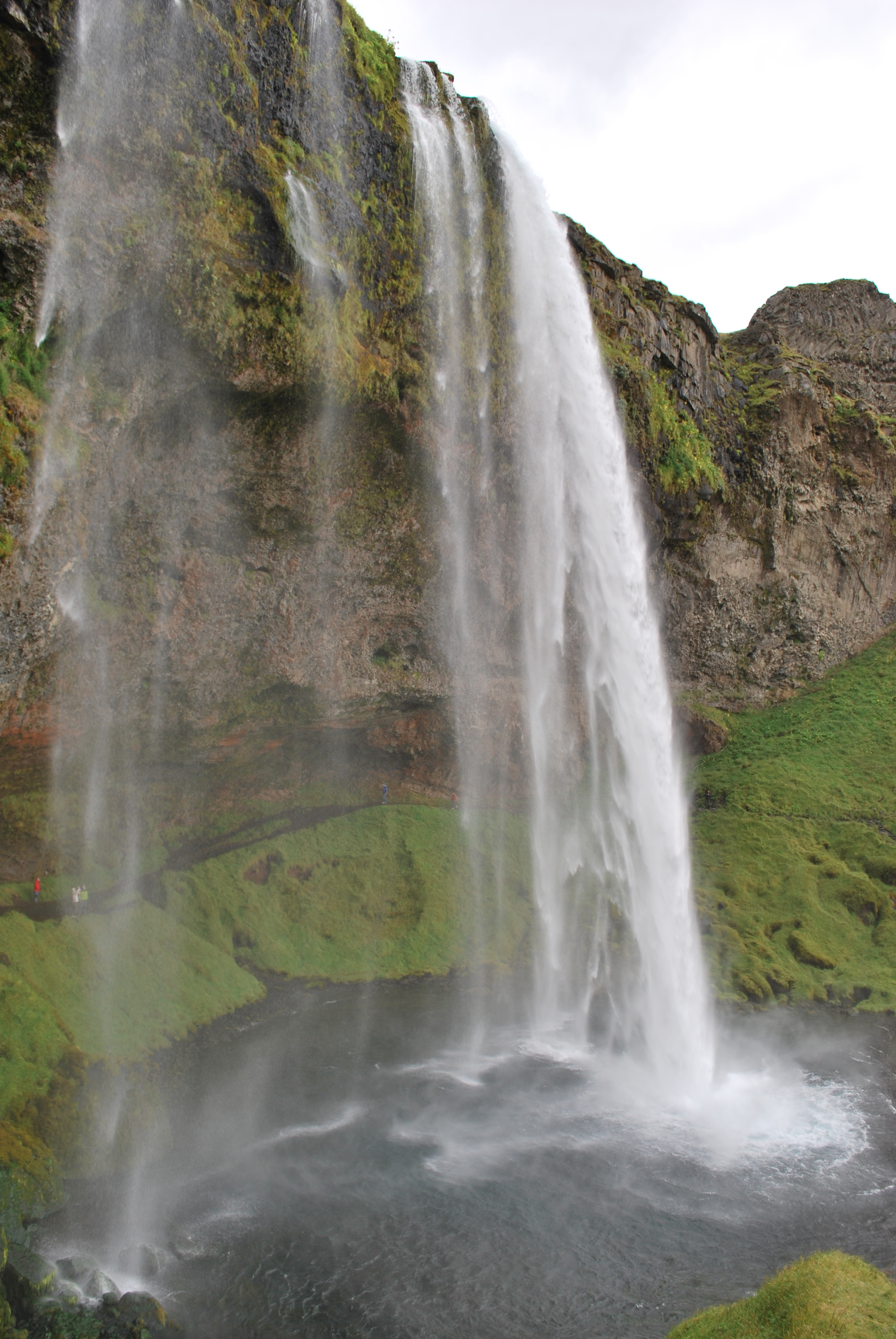
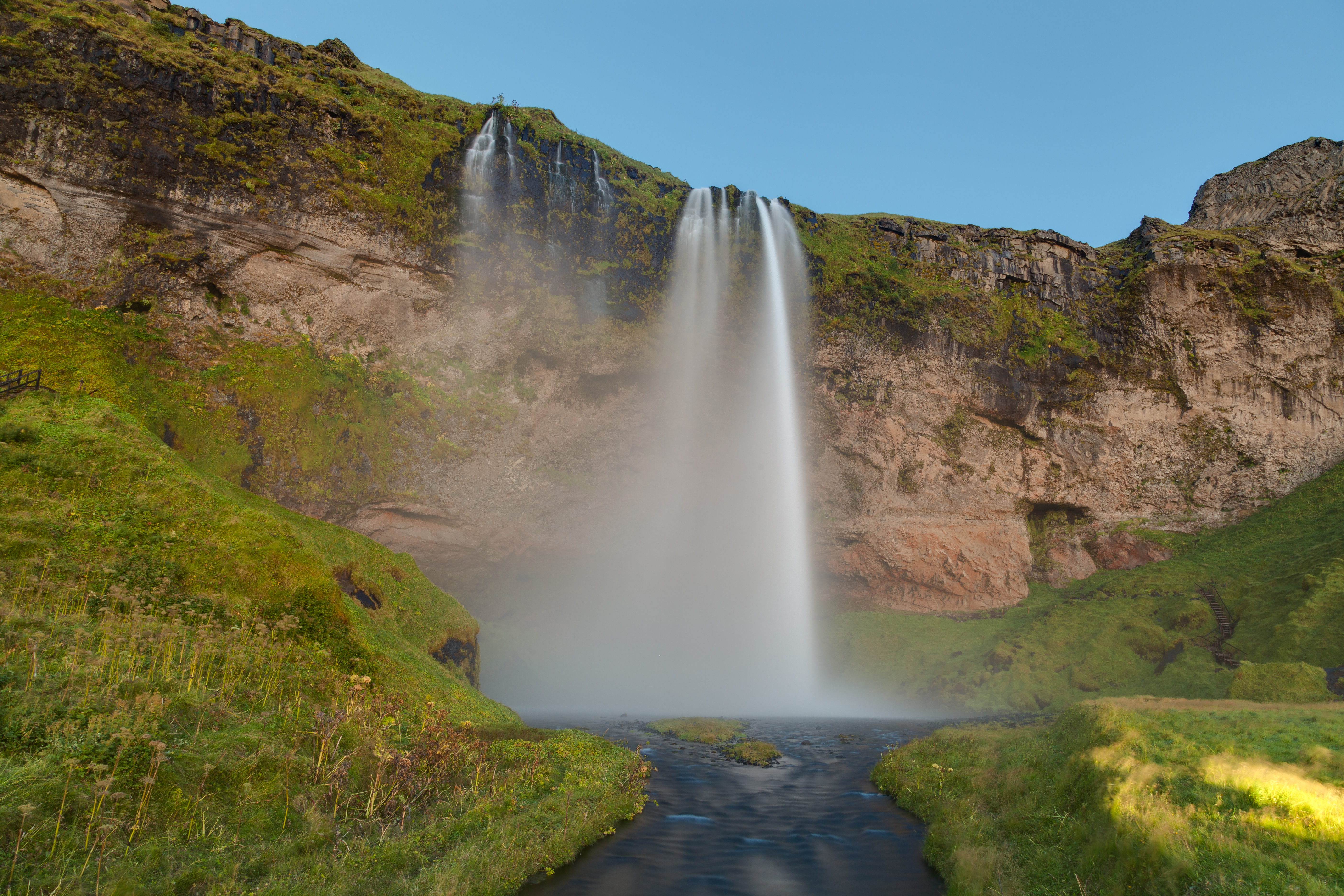
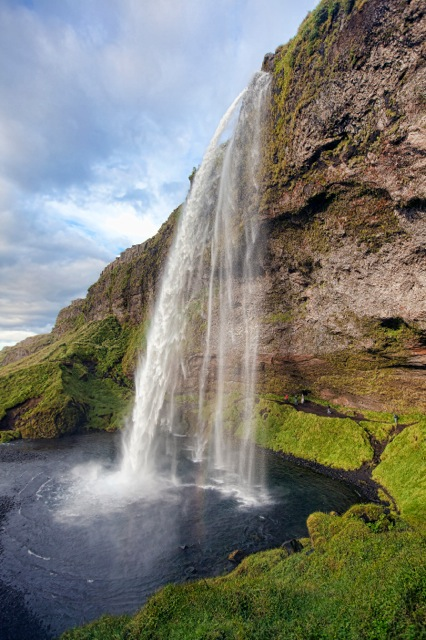
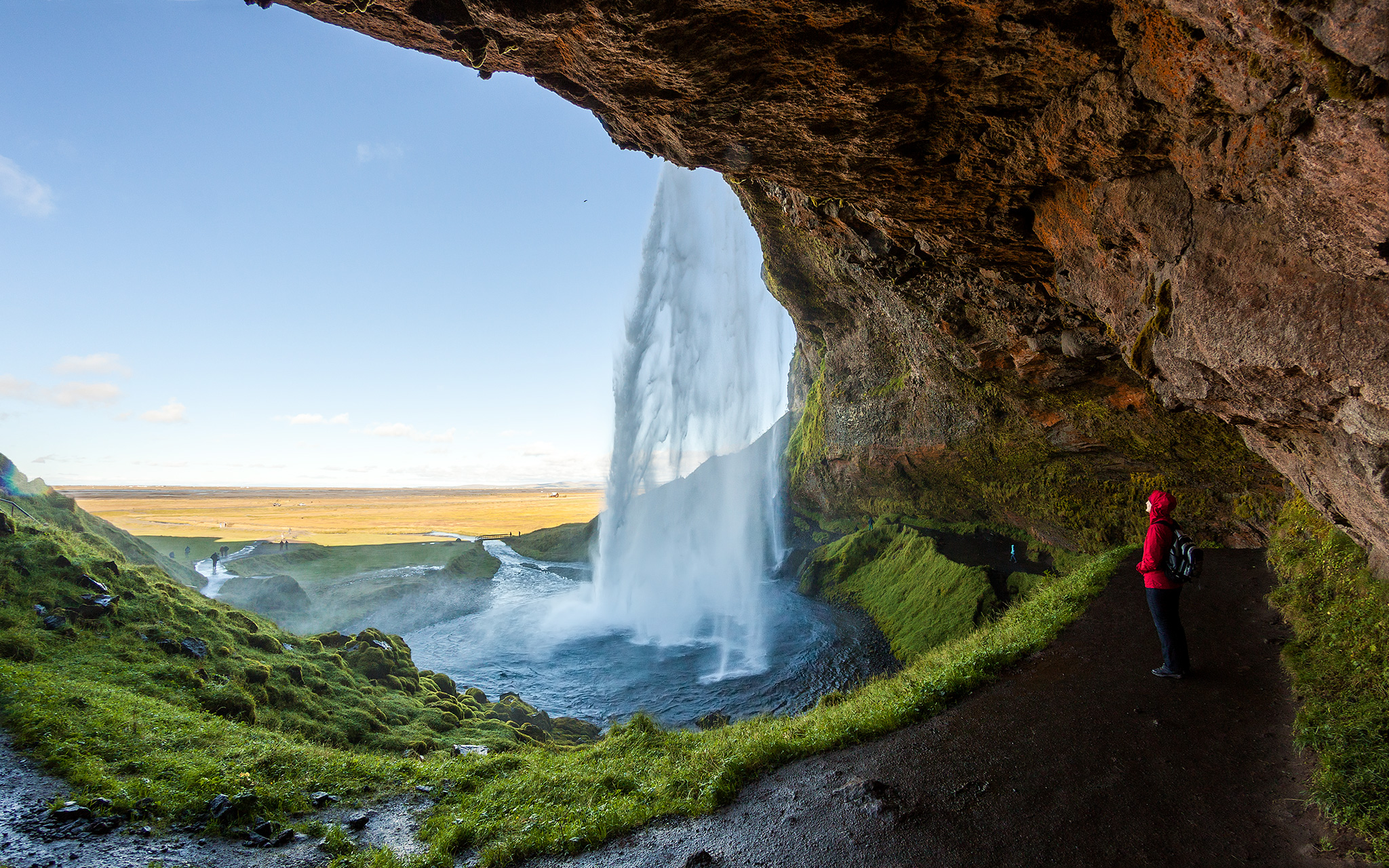
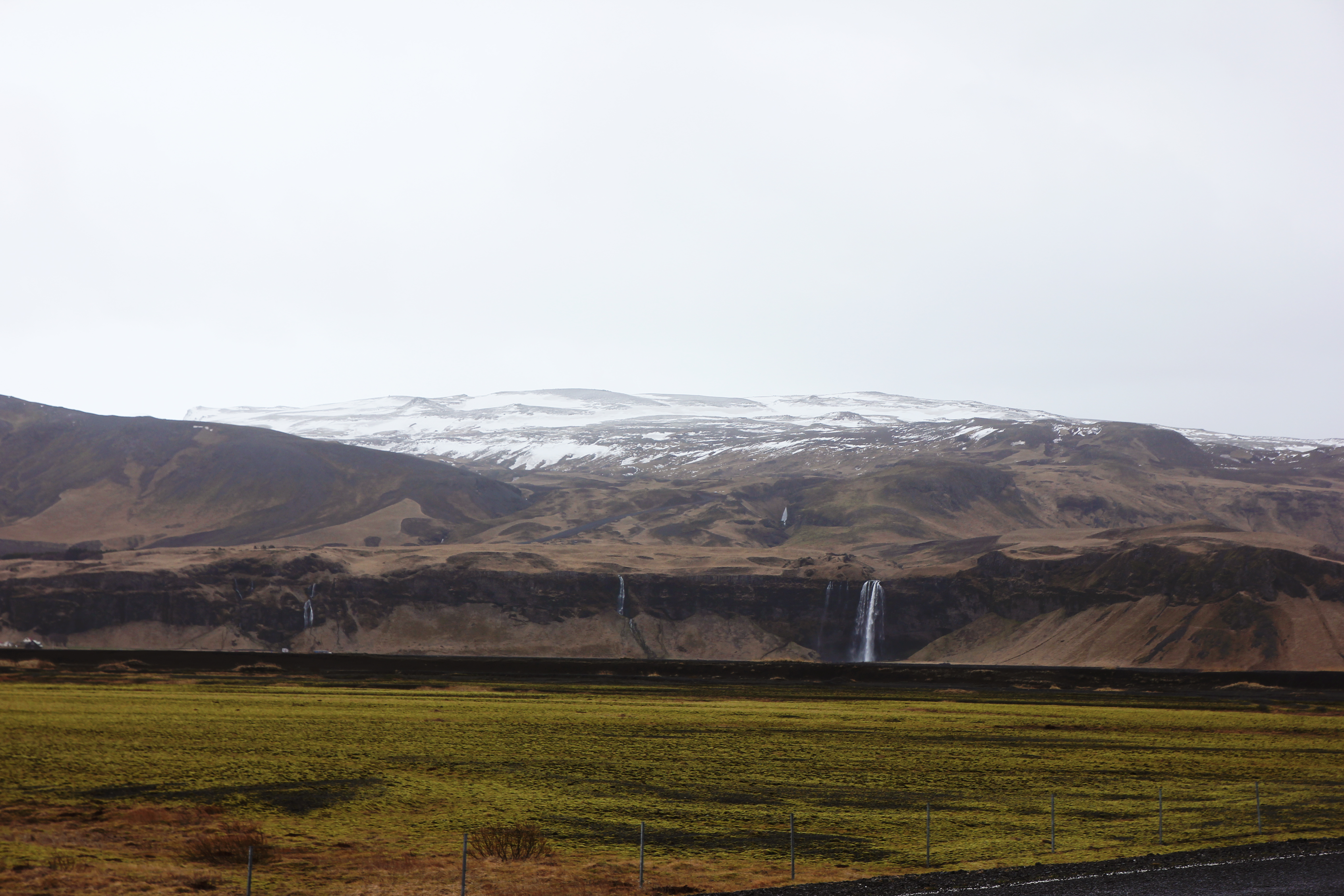

## その他
アメリカのテレビ番組、The Amazing Race (Season 6)でコースの中間ポイントとして登場したことがある。
ソニー製のテレビであるBRAVIA（ブラビア）のCMにも使用され、北川景子がこの滝の名前を言うシーンがある。